# UFC Fight Night: Hendricks vs. Thompson
UFC Fight Night: Hendricks vs. Thompson (también conocido como UFC Fight Night 82) fue un evento de artes marciales mixtas celebrado por Ultimate Fighting Championship el 6 de febrero de 2016 en el MGM Grand Garden Arena, en Las Vegas, Nevada.

## Historia
El evento estelar contó con el combate de peso wélter entre Johny Hendricks y Stephen Thompson.
El combate entre Mike Pyle y Sean Spencer tenía previsto celebrarse en UFC 187, pero Spencer se retiró por una lesión. Finalmente, el combate tuvo lugar en este evento.

## Premios extra
Cada peleador recibió un bono de $50,000.
- Pelea de la Noche: Mike Pyle vs. Sean Spencer
- Actuación de la Noche: Stephen Thompson y Diego Rivas